# Robert de Visée
Robert de Visée, también llamado Roberto de Viseo (1652-1730) fue un músico francés; conocido como laudista, tiorbista, guitarrista y violagambista en la corte de Luis XIV, así como cantante y compositor para laúd, guitarra y tiorba.

## Biografía
Robert de Visée fue bautizado el 16 de octubre de 1652 en La Flèche. Fue el hijo de Robert Visée, músico y violista, y Françoise Pingault. Perdió a sus padres en 1662. Unos años más tarde, Robert de Visée se trasladó a París, donde se casó con Catherine Servant el 29 de octubre de 1673. Quizá estudió con el guitarrista Francesco Corbetta, por más que no haya podido demostrarse de modo fehaciente. Alrededor de 1680 ingresó como músico de cámara en la corte de Luis XIV. En 1709 fue nombrado "chantre ordinaire de la Musique de la chambre" (como tiorbista) y, en 1719, maestro de guitarra del rey reemplazando a Louis Jourdan de La Salle. Con tiorba y guitarra, participó habitualmente en las veladas impartidas por la salonnière y la entonces amante del rey Madame de Maintenon. Asimismo participó con frecuencia en las veladas nocturnas que otra salonnière, la duquesa de Maine, ofrecía en su castillo de Sceaux, para obsequiar a sus invitados de la orden de la abeja con música de cámara, solo o con otros músicos.
Compuso para Luis XIV algunas piezas para guitarra publicadas en 1686. Jean Rousseau informó de que, además, tocaba la viola da gamba. 
Escribió dos libros de música que contenían 12 suites para guitarra: Livre de guitare dédié au roy (París, 1682) y Livre de piéces pour la guitare (París, 1686). También compuso algunas suites para tiorba y laúd, y asimismo arregló varias de sus obras de tiorba para ser ejecutadas por instrumentos melódicos y bajo continuo. 

## Catálogo de obras de Robert de Visée
| Año               | Libro                             | Obra | Piezas |
| ----------------- | --------------------------------- | --- | --- |
| 1682              | “Livre de Guitarre, dedie au Roy” | Suite N.º 1 en A Menor | Preludio - Alemanda - Courante - Sarabanda - Giga - Pasacalle - Gavota - Gavota - Bourrée                                                        |
| 1682              | “Livre de Guitarre, dedie au Roy” | Suite N.º 2 en A Mayor | Alemanda - Courante - Sarabanda |
| 1682              | “Livre de Guitarre, dedie au Roy” | Suite N.º 3 en D Menor | Preludio - Alemanda - Courante - Courante - Sarabanda - Sarabanda - Giga - Pasacalle - Gavota - Gavota - Minueto Rondo - Minueto Rondo - Bourrée |
| 1682              | “Livre de Guitarre, dedie au Roy” | Suite N.º 4 en G Menor | Preludio - Alemanda - Courante - Double de la Courante - Sarabanda - Giga - Minueto -Gavota                                                      |
| 1682              | “Livre de Guitarre, dedie au Roy” | Suite N.º 5 en G Mayor | Sarabanda - Sarabanda - Giga |
| 1682              | “Livre de Guitarre, dedie au Roy” | Suite N.º 6 en C Menor | Preludio - Tombeau de Mr. Francisque Corbet - Courante - Sarabanda - Sarabanda en Rondo - Gavota                                                 |
| 1682              | “Livre de Guitarre, dedie au Roy” | Suite N.º 7 en C Mayor | Preludio - Alemanda - Courante - Sarabanda - Giga, en la forma inglesa - Gavota - Minueto                                                        |
| 1682              | “Livre de Guitarre, dedie au Roy” | Chacona (F Mayor) | |
| 1682              | “Livre de Guitarre, dedie au Roy” | Suite N.º 8 en G Mayor | Preludio - (acordes nuevos) - Alemanda - Courante - Sarabanda - Giga - Sarabanda - Chacona - Gavota - Minueto - Bourrée                          |
| 1686              | Livre de Piezas pour la Guitarre  | Suite N.º 9 en D Menor | Preludio - Alemanda - Courante - Sarabanda - Giga - Gavota - Bourrée - Minueto - Pasacalle - Minueto                                             |
| 1686              | Livre de Piezas pour la Guitarre  | Suite N.º 10 en G Menor | Preludio - Alemanda - Courante - Sarabanda - Giga - Minueto - Chacona - Gavota - Bourrée - Minueto                                               |
| 1686              | Livre de Piezas pour la Guitarre  | Sarabanda (A Menor) | |
| 1686              | Livre de Piezas pour la Guitarre  | Giga (A Menor) | |
| 1686              | Livre de Piezas pour la Guitarre  | Sarabanda (A Mayor) | |
| 1686              | Livre de Piezas pour la Guitarre  | Minueto (A Mayor) | |
| 1686              | Livre de Piezas pour la Guitarre  | Suite N.º 11 en B Menor | - Preludio - Alemanda - Sarabanda - Giga - Pasacalle                                                                                             |
| 1686              | Livre de Piezas pour la Guitarre  | Suite N.º 12 en E Menor | Sarabanda - Minueto - Pasacalle |
| 1686              | Livre de Piezas pour la Guitarre  | Minueto (C Mayor) | |
|                   | Piezas manuscritas                | Piezas en A Menor | Preludio - Alemanda - Villanelle (& Contrepartie)                                                                                                |
| Piezas en A Mayor | Piezas manuscritas                | Preludio - Rondo | |
| Piezas en C Mayor | Piezas manuscritas                | Courante - Giga | |
| Piezas en D Menor | Piezas manuscritas                | Alemanda “La Royalle” - Sarabanda - Masquerade - Giga - Gavota - Chacona                                                                              | |
| Piezas en D Mayor | Piezas manuscritas                | Sarabanda - Gavota - Chacona - Gavota Rondo (& Contrepartie)                                                                                          | |
| Piezas en G Menor | Piezas manuscritas                | Preludio - Preludio - Alemanda - Sarabanda - Gavota - Gavota en Rondo - Ouverture de la Grotte De Versaille (de Lully) - Entrée d’Appollon (de Lully) | |
| Piezas en G Mayor | Piezas manuscritas                | Alemanda - Courante - Sarabanda - Giga - Giga - Musette (Rondo)                                                                                       | |

## Otros datos
La banda de thrash metal suiza Coroner hizo una versión de la bourrée de la Suite N.º 9 en ré mineur de Robert de Visée, bajo el título de "Intro (Totentanz)" en su primer disco de 1987 R.I.P, a manera de entrada instrumental barroca para la siguiente pista "Totentanz".